# Forbudt for børn (film fra 1979)
Forbudt for børn (originaltitel: Barnförbjudet) er en svensk dramafilm fra 1979 skrevet og instrueret af Marie-Louise Ekman. I hovedrollerne ses blandt andre Ann Smith, Bibi Andersson og Rolf Skoglund.

## Handling
I en absurd, teatralsk verden forsøger en pige at få de voksnes ærlige opmærksomhed. Men alle synes at være for travle med deres egne problemer.

## Medvirkende (i udvalg)
- Ann Smith som pigen
- Bibi Andersson som pigens mor
- Rolf Skoglund som pigens far
- Annalisa Ericson som pigens mormor
- Michael Segerström som Adler
- Grynet Molvig som morens veninde
- Kal P. Dal som livlig mand
- Krister Henriksson som buschauffør
- Sune Mangs som passager i bussen
- Fred Åkerström som hjælpeløs far
- Malin Ek som mor i gult
- Johannes Brost som personale
- Claire Wikholm som personale